# Järvön
Järvön är en ö i Finland. Den ligger i Bottenhavet och i kommunen Närpes i den ekonomiska regionen  Sydösterbotten i landskapet Österbotten, i den västra delen av landet. Ön ligger omkring 80 kilometer söder om Vasa och omkring 320 kilometer nordväst om Helsingfors.
Järvön sitter i söder ihop med Ängsön genom ett smalt näs. I söder ligger även Eskö på andra sidan Eskö sund. I öster ligger fastlandet och i norr halvön Storskatan. Väster om Järvön börjar fjärden Gloppet som öppnar sig mot Bottenhavet. I väster ligger även ön Svärdsgrund. I norr skiljs Järvön från Björkholmen av ett uppgrundat men utdikat sund.
Järvön har vägförbindelse via Ängsön till Eskö varifrån en vägfärja går till Kaskö. Från Järvön går också vägar vidare till Björkholmen och Smultrongrund.
Öns area är 2,0 kvadratkilometer och dess största längd är 2,9 kilometer i nord-sydlig riktning.

## Klimat
Inlandsklimat råder i trakten. Årsmedeltemperaturen i trakten är 4 °C. Den varmaste månaden är augusti, då medeltemperaturen är 16 °C, och den kallaste är januari, med −9 °C.